# 崔泌之
崔泌之（1583年—1642年），字饥仲，號小定，河南陈州人，鹿邑民籍，明末政治人物，同進士出身。

## 生平
幼年時父母去世，有奇才，稍长能作诗、古文辞。天啓元年（1621年）中辛酉科乡試，天啟五年（1625年）登乙丑科同进士，授雄县知县，治行卓异，崇祯元年（1628年）改任清苑县知縣。清苑前任知縣黄宗昌升任監察御史，弹劾辅臣周延儒，周延儒囑託崔泌之上司史躬盛羅織罪名，誣陷黃宗昌。史躬盛讓繼任的崔泌之去辦，被其回絕說：“殺人以媚人，吾不為也。”得罪史躬盛，時崔泌之已升任户部主事，但史躬盛為了迎合周延儒的意旨，故意將其調遣派令藏起來，又罗织其他罪名，將其貶至山东任城驿，崔泌之掛冠归里，居陈州。崇祯十五年（1642年）二月，李自成围陈，官民皆想去逃難，唯獨崔泌之認為不可逃，更幫忙出謀畫策守陳州，到了城陷時，依然手拿兵器與農民軍巷战，後骂贼不屈而死。著有《广陵草》诸集。

## 家族
叔崔应夏，万历举人，历任北直曲阳知县、山西沁州知州。崔应期，万历二十二年甲午举人。从兄弟崔源之，天啓二年進士，崇祯末延绥巡抚。